# 메달 오브 아너: 얼라이드 어썰트
《메달 오브 아너: 얼라이드 어썰트》(Medal of Honor: Allied Assault)는 2015 Inc.와 EA 로스앤젤레스가 공동으로 제작한 메달 오브 아너 시리즈 세 번째 작품이다.

## 개요
플레이어는 전략사무국(OSS)의 요원으로서, 1 레인저 대대의 마이크 파웰 중위의 역할을 맡아, 북아프리카의 횃불 작전의 성공을 위해 알제리에 잠입하는 임무를 맡게 되는 것을 시작으로, 여러 가지의 위험하게 비밀리에 이루어지는 작전에 투입되어 활약하게 된다.
시리즈 첫 PC용 게임으로 발매된 시리즈로, F.A.K.K 헤비메탈2에 쓰인 개조된 퀘이크 3 엔진을 기반으로 하고 있다. 스티븐 스필버그 감독의 1998년도 작품인 라이언 일병 구하기에서 2 레인저 대대가 오마하 해변에 상륙하는 장면과 저격수가 깔린 마을을 통과하는 장면을 실감나게 재현하여 강한 인상을 남겼는데, 오마하 해변의 경우, 메달 오브 아너: 프론트라인에서는 새로 제작되었다.

## 확장팩
스피어헤드(Spearhead)는 EA 로스앤젤레스에 의해 제작되었다. 플레이어는 미국 101 공수사단 501 공수보병연대의 잭 반스 병장의 역할을 맡아 프랑스에 강하하여, 영국 6 공수사단과 조우하여 보급로를 차단한다. 그리고 벨기에 아르덴의 벌지 전투에서 보급이 끊긴 중대를 위해 독일군의 기지를 털고, 함락직전의 베를린에 침투하여 기밀문서를 빼오게 된다.
그리고 TKO 소프트웨어에 의해 제작된 브레이크쓰루(Breakthrough)는 34 보병사단 소속의 존 베이커 병장의 역할을 맡아 튀니지의 카세린 협로, 비제르테, 이탈리아의 시칠리아와 몬테 카시노에서의 격전을 그리고 있다.
줄다리기(Tug-of-War)
오브젝트 매치와 팀 데스매치의 혼합형이라 볼 수 있다. 공격팀에서는 주어진 임무를 하나씩 마쳐야 나가고, 방어팀은 주로 공격팀을 방해하며 제한 시간을 넘기거나, 거점을 파괴하여 침입을 막아야 한다. 동료와의 협력을 중시한다.
해방(Liberation)
팀데스매치(Team Death Match)와 라운드 베이스 매치(Round Based Match)와 비슷하나 죽을 경우, 상대편의 감옥에 갇히게 된다. 아군이 풀어줄때까지 움직일 수 없고 어느 한쪽이 모두 갇히게 되면, 처형 장면과 함께 한 판이 마무리된다.

## 온라인 버전
EA 코리아에서 시도한 자사의 게임을 온라인화하여 온라인 게임 분야에 뛰어들기 위한 첫 번째 시도였다. 원본과 확장팩을 모두 묶어, 멀티플레이 파트를 온라인 게임화한 것으로, 차후에는 메달 오브 아너: 퍼시픽 어썰트도 온라인에 업데이트될 예정이었다.
1차 클로즈 베타테스트는 2004년 11월 22일에 홈페이지를 개설함과 동시에 12월 1일까지 999명의 테스터를 모집하여, 2004년 12월 3일 오후 10시에 실시되었다. 그리고 1차에 응모하였다가 선발되지 못한 인원과 추가로 모집한 인원으로, 드물게도 1차가 진행 중인 시기의 12월 10일에 2차가 실시하여, 1차는 12월 17일에, 2차는 12월 26일의 9일 간격으로 테스트를 끝마쳤다. 그리고 1월 28일 화요일 오후 3시에 시작되어 2월 말에 3차 클로즈 베타 테스트가 끝마친 후, 소리소문없이 홈페이지가 폐쇄되었고, 서비스도 종결되었다.
《메달 오브 아너 온라인》의 특징으로는 한글 채팅과 게임 전적, 계급 시스템이었다. 최대 64명까지 받아들일 수 있는 스쿼드 커뮤니티 시스템과 그에 따른 스쿼드전용 채널도 존재하였다.
연혁
1. 2004년 12월 3일 금요일 오전 10시 ~ 12월 17일 금요일 (인원: 999명, 모집: 11월 22일 ~ 1월 1일, 발표: 12월 2일)
2. 2004년 12월 10일 금요일 오후 3시 ~ 12월 26일 일요일 (모집: 12월 4일 ~ 12월 15일, 발표: 12월 16일, 1차 미선발 인원 추가모집, 1차와 중복실시)
3. 2005년 1월 28일 화요일 오후 3시 ~ 2월 22일? (인원:1만 명, 모집: 1월 24일 ~ 1월 26일, 발표: 1월 27일)

## 평가
| 통합 점수     | 통합 점수 |
| 통합사        | 점수      |
| ------------- | --------- |
| 게임랭킹스    | 91.05%    |
| 메타크리틱    | 91/100    |
| 평론 점수     |           |
| 평론사        | 점수      |
| 게임 레볼루션 | [ 4 ]     |
| 게임스팟      | 9/10      |
| 게임스파이    | [ 6 ]     |
| IGN           | 9.3/10    |

| 수상       | 수상                              |
| 평론사     | 수상                              |
| ---------- | --------------------------------- |
| Metacritic | #4 Best PC Game of 2002           |
| Metacritic | #7 Most Discussed PC Game of 2002 |

## 참조
1. ↑  이장원 (2004년 11월 12일). “EA코리아 메달오브아너 온라인 발표”. 게임샷. 2007년 9월 22일에 확인함.
2. ↑  “Medal of Honor: Allied Assault”. 《GameRankings》. CBS Interactive. 2016년 3월 4일에 원본 문서에서 보존된 문서. 2015년 6월 29일에 확인함.
3. 1 2 3  “Medal of Honor: Allied Assault”. 《Metacritic》. CBS Interactive. 2015년 6월 29일에 확인함.
4. ↑  Gee, Brian (2002년 2월 1일). “Medal of Honor Allied Assault Review”. 《Game Revolution》. Net Revolution Inc. 2015년 6월 29일에 확인함.
5. ↑  Wolpaw, Erik (2002년 1월 23일). “Medal of Honor: Allied Assault Review”. 《GameSpot》. CBS Interactive. 2015년 6월 29일에 확인함.
6. ↑  Accardo, Sal (2002년 2월 15일). “Medal Of Honor: Allied Assault. 2015 and EA start the year off strong with one of the best shooters we've played in years”. 《GameSpy》. 지프 데이비스. 2015년 6월 29일에 확인함.
7. ↑  Adams, Dan (2002년 1월 18일). “Medal of Honor: Allied Assault. Very few games leave you breathless and gaping in wide-eyed wonder. EA's latest is one of them”. 《IGN》. 지프 데이비스. 2015년 6월 29일에 확인함.